# Audubon Park
Audubon Park város az USA Kentucky államában. Lakosainak száma 1433 fő (2020. április 1.).

## Népesség
A település népességének változása:
| Lakosok száma | 1545 | 1473 | 1433 |
|               | 2000 | 2010 | 2020 |